# CS Visé
Cercle Sportif Visé – belgijski klub piłkarski z siedzibą w Visé. 

## Historia
Cercle Sportif Visé został założony w 1924 jako Cercle Sportif Visetois. W latach 1948–1950 klub występował w trzeciej lidze. 
W 1949 klub zmienił nazwę na Royal Cercle Sportif Visé. Przez wiele lat klub występował w niższych klasach rozgrywkowych. W 1996 Visé awansowało do trzeciej, a dwa lata później po raz pierwszy w swojej historii w drugiej lidze. Pobyt na zapleczu belgijskiej ekstraklasy trwał dwa lata. Po rocznej przerwie klub powrócił do Tweede klasse i występował niej do 2005. W 2010 Visé po raz trzeci awansowało do Tweede klasse i występuje w niej do chwili obecnej.

## Sukcesy
- 9 sezonów w Tweede klasse: 1998-2000, 2001-05, 2010-
- Mistrzostwo Derde klasse: 2010.

## Nazwy klubu
- Cercle Sportif Visetois (1924–1949)
- Royal Cercle Sportif Visé (1949–2004)
- Cercle Sportif Visé (2004- )

## Reprezentanci kraju grający w klubie
| - Gunter Verjans - Roland Lamah - Guillaume Gillet - Lasza Dżakobia - Önder Turacı - Khalid Fouhami - Faycal Rherras | - Dieudonné Kalulika - Trésor Luntala - Saïd Mhoudini - Karim Kamanzi - Willis Plaza - Hamdi Harbaoui |

## Trenerzy klubu
- Gilbert Bodart (2002-03)